# Pandžab (Pakistan)
Pandžab (Istočnopandžapski jezik/Urdu: پنجاب) pokrajina je Pakistana, odnosno najmnogoljudnija regija u zemlji te postojbina Pandžabaca i mnogih drugih etničkih grupa. 
Graniči sa Sindhom na jugu, Beludžistanom i Hajber Pahtunva na zapadu, pakistanskim područjem Azad Kašmir, indijskom državom Jammu i Kashmir i Islamabadom na sjeveru, te indijskim Punjabom i Radžastanom na istoku. 
Glavni jezici: su Istočnopandžapski jezik, seraiki i urdu, a glavni grad provincije je Lahore. Naziv Pandžab je doslovni prijevod, što se često prevodi kao "pet rijeka" - od čega dolaze nazivi zemlja pet rijeka ili Petorječje, što se odnosi na rijeke Beas, Ravi, Sutlej, Chenab i Jhelum. Dio rijeke Ind također prolazi kroz Pandžab, iako se ne smatra jednom od "pet" rijeka.